# کارپیلاهتی
کارپیلاهتی (انگلیسی: Korpilahti) یک شهرداری سابق در فنلاند است. به همراه یووسکوله مالیاسکونتا، کارپیلاهتی در ۱ ژانویه ۲۰۰۹ با یووسکوله ادغام شد. این مکان در استان فنلاند غربی سابق واقع شده و بخشی از فنلاند مرکزی منطقه است. حدود ۴٬۵۰۰ نفر ساکن تابستانی به ۲٬۰۰۰ کلبهٔ تابستانی این منطقه مراجعه می‌کنند.
این شهرداری یک‌زبانه به زبان فنلاندی است. این شهرداری همچنین به نام «کارپیلاکس» در سوئدی نیز شناخته می‌شد. نام سوئدی اکنون بر اساس اعلام مؤسسه زبان‌های فنلاند منسوخ شده است. از نظر سیاسی، حزب مرکز غالب است. کارپیلاهتی یکی از فقیرترین شهرداری‌های فنلاند با نرخ بیکاری ۱۴٫۴٪ (۲۰۰۲) بود. کارپیلاهتی به دلیل طبیعت خود، با تپه‌های بزرگ و حدود ۲۰۰ دریاچه، نسبتاً شناخته شده است. دریاچه پیه‌ین، دومین دریاچه بزرگ فنلاند، جزئی از منطقه کارپیلاهتی است.